# Halve finale van het Eurovisiesongfestival
Sedert 2004 dienen landen zich via een halve finale te plaatsen voor de finale van het Eurovisiesongfestival.

## Geschiedenis
Het systeem van halve finales werd ingesteld omdat het aantal deelnemende landen aan het festival te groot werd. Van 2004 tot 2007 mochten de beste tien landen van het voorgaande jaar automatisch naar de finale. Voor de overige landen werd een halve finale georganiseerd. De beste tien landen uit deze voorronde werden ook toegelaten tot de grote finale.
In 2008 werden er voor het eerst twee halve finales georganiseerd. Dit omdat het aantal deelnemende landen op het Eurovisiesongfestival sedert de eeuwwisseling steeds verder toenam. Aan de halve finale van 2007 namen 28 landen deel, waardoor de kans op kwalificatie miniem was. De wrevel nam ook toe omdat de beste tien landen van het voorgaande jaar rechtstreeks geplaatst waren, ongeacht de sterkte van hun lied.
De invoering van een tweede halve finale betekende dat de nummers 2 t.e.m. 10 in de einduitslag niet meer automatisch geplaatst waren voor de finale van het jaar erop. De vijf grootste geldschieters (Duitsland, Frankrijk, Italië, Spanje en het Verenigd Koninkrijk) blijven evenals het gastland wel altijd verzekerd van een plek in de grote finale. 

## Statistieken
Uit de statistieken blijkt dat Oekraïne de meest succesvolle deelnemer is; vijftien keer nam het land deel aan een halve finale, en telkens wist het de finale te bereiken. Helemaal onderaan de lijst staat Andorra. Het ministaatje nam zes keer deel aan een halve finale, maar wist nooit door te stoten. Zowel België als Nederland namen twintig keer deel aan de halve finale. België wist zich acht keer voor de finale te kwalificeren en Nederland wist zich negen keer voor de finale te kwalificeren.
Niet opgenomen in de lijst zijn Duitsland, Frankrijk, Italië, Spanje en het Verenigd Koninkrijk. Deze landen behoren namelijk tot de Grote Vijf, de vijf grootste betalers aan het EBU-budget, en zijn daarom rechtstreeks geplaatst voor de finale.

## Overzicht

Kwalificatiestatistieken per land

| Plaats | Land                  | Deelnames | Kwalificaties | Percentage |
| ------ | --------------------- | --------- | ------------- | ---------- |
| 1      | Oekraïne              | 15        | 15            | 100        |
| 2      | Griekenland           | 18        | 15            | 83         |
| 2      | Noorwegen             | 18        | 15            | 83         |
| 4      | Zweden                | 15        | 14            | 93         |
| 5      | Armenië               | 16        | 13            | 81         |
| 6      | Litouwen              | 21        | 13            | 62         |
| 7      | Azerbeidzjan          | 16        | 12            | 75         |
| 7      | Servië                | 16        | 12            | 75         |
| 9      | Moldavië              | 18        | 12            | 67         |
| 10     | Israël                | 19        | 12            | 63         |
| 11     | Finland               | 20        | 12            | 60         |
| 12     | Rusland               | 12        | 11            | 92         |
| 13     | Roemenië              | 15        | 11            | 73         |
| 14     | Cyprus                | 19        | 11            | 58         |
| 14     | Denemarken            | 19        | 11            | 58         |
| 16     | Albanië               | 20        | 11            | 55         |
| 16     | IJsland               | 20        | 11            | 55         |
| 18     | Estland               | 21        | 11            | 52         |
| 19     | Hongarije             | 13        | 10            | 77         |
| 20     | Portugal              | 18        | 9             | 50         |
| 21     | Malta                 | 19        | 9             | 47         |
| 22     | Nederland             | 20        | 9             | 45         |
| 23     | Oostenrijk            | 15        | 8             | 53         |
| 24     | Georgië               | 17        | 8             | 47         |
| 25     | Kroatië               | 18        | 8             | 44         |
| 25     | Polen                 | 18        | 8             | 44         |
| 27     | Zwitserland           | 19        | 8             | 42         |
| 28     | België                | 20        | 8             | 40         |
| 29     | Slovenië              | 21        | 8             | 38         |
| 30     | Bosnië en Herzegovina | 8         | 7             | 87         |
| 31     | Ierland               | 19        | 7             | 37         |
| 32     | Letland               | 20        | 7             | 35         |
| 33     | Turkije               | 7         | 6             | 86         |
| 34     | Australië             | 9         | 6             | 66         |
| 35     | Wit-Rusland           | 16        | 6             | 38         |
| 36     | Noord-Macedonië       | 18        | 6             | 33         |
| 37     | Tsjechië              | 13        | 5             | 38         |
| 38     | Bulgarije             | 14        | 5             | 36         |
| 39     | San Marino            | 15        | 4             | 27         |
| 40     | Luxemburg             | 2         | 2             | 100        |
| 41     | Montenegro            | 13        | 2             | 15         |
| 42     | Servië en Montenegro  | 1         | 1             | 100        |
| 43     | Monaco                | 3         | 0             | 0          |
| 44     | Slowakije             | 4         | 0             | 0          |
| 45     | Andorra               | 6         | 0             | 0          |